# Inge Hammarström
Inge Hammarström (* 20. Januar 1948 in Sundsvall) ist ein ehemaliger schwedischer Eishockeyspieler, der in seiner aktiven Zeit von 1963 bis 1982 unter anderem für die Toronto Maple Leafs und St. Louis Blues in der National Hockey League gespielt hat.      

## Karriere
Inge Hammarström begann seine Karriere als Eishockeyspieler in der Nachwuchsabteilung von Wifsta/Östrands IF – ab 1966 Timrå IK – für dessen Profimannschaft er von 1963 bis 1968 in der Division 1, der höchsten schwedischen Spielklasse, aktiv war. In der Saison 1966/67 wurde er dabei als bester schwedischer Nachwuchsspieler ausgezeichnet. Von 1968 bis 1973 spielte der Flügelspieler für Brynäs IF, mit dem er in den Jahren 1970, 1971 und 1972 drei Mal in Folge den schwedischen Meistertitel gewann. Am 12. Mai 1973 unterschrieb er einen Vertrag als Free Agent bei den Toronto Maple Leafs, bei denen er in den folgenden vier Jahren einer der Leistungsträger in der National Hockey League war. Nachdem er auch die Saison 1977/78 zunächst in Toronto begonnen hatte, wurde er nach nur drei Saisoneinsätzen am 1. November 1977 im Tausch gegen Jerry Butler zu den St. Louis Blues transferiert, bei denen er die folgenden beiden Jahre verbrachte. Zuletzt spielte er von 1979 bis 1982 noch einmal in seiner schwedischen Heimat für seinen Ex-Klub Brynäs IF in der Elitserien, ehe er seine Karriere im Alter von 34 Jahren beendete. Mit Brynäs wurde er in der Saison 1979/80 noch einmal nationaler Meister. 

### International
Für Schweden nahm Hammarström an den Weltmeisterschaften 1971, 1972, 1973, 1979 und 1981 teil. Zudem stand er im Aufgebot seines Landes bei den Olympischen Winterspielen 1972 in Sapporo und 1976 beim Canada Cup. Bei Weltmeisterschaften gewann er mit Schweden zwei Silber- und drei Bronzemedaillen. 

## Erfolge und Auszeichnungen
- 1967 Årets Junior
- 1970 Schwedischer Meister mit Brynäs IF
- 1971 Schwedischer Meister mit Brynäs IF
- 1972 Schwedischer Meister mit Brynäs IF
- 1980 Schwedischer Meister mit Brynäs IF

### International
- 1971 Bronzemedaille bei der Weltmeisterschaft
- 1972 Bronzemedaille bei der Weltmeisterschaft
- 1973 Silbermedaille bei der Weltmeisterschaft
- 1979 Bronzemedaille bei der Weltmeisterschaft
- 1981 Silbermedaille bei der Weltmeisterschaft